# Кулевцы (село)
Кулевцы (укр. Кулівці) — село в Кадубовецкой сельской общине Черновицкого района Черновицкой области Украины.
До 2020 года входило в Заставновский район.
Население по переписи 2001 года составляло 649 человек. Почтовый индекс — 59417. Телефонный код — 3737. Код КОАТУУ — 7321585501.